# 惩罚者 (1989年电影)
《惩罚者》（英語：The Punisher）是1989年美國动作超級英雄電影，该电影由漫威同名漫画改编，道夫·龙格尔飾演主角。这部电影在漫画的基础上做了许多修改，如惩罚者不穿骷髅标志的衣服。《惩罚者》在悉尼拍摄，小路易斯·格塞特、Jeroen Krabbé、Kim Miyori、Nancy Everhard和Barry Otto在该片出演。

## 外部連結
- 互联网电影数据库（IMDb）上《惩罚者》的资料（英文）
- 爛番茄上《惩罚者》的資料（英文）
- Metacritic上《惩罚者》的資料（英文）